# GSC4026-398
GSC4026-398 — хімічно пекулярна зоря спектрального класу Si, що має видиму зоряну величину в смузі V приблизно 10,0.